# 1354년

## 연호
- 원(元) 지정(至正) 14년
- 일본(日本) 남조(南朝) 쇼헤이(正平) 9년
- 일본(日本) 북조(北朝) 분나(文和) 3년
- 쩐 왕조(陳朝) 티에우퐁(紹豊) 14년

## 기년
- 원(元) 혜종(惠宗) 22년
- 고려(高麗) 공민왕(恭愍王) 3년
- 쩐 왕조(陳朝) 유종(裕宗) 14년

## 사건
- 공민왕, 정동행성을 공격함.

## 탄생
- 조선의 태조 이성계의 장남 이방과